# Tantilla petersi
Tantilla petersi (чорноголова змія Петерса) — вид змій родини полозових (Colubridae). Ендемік Еквадору.

## Поширення і екологія
Чорноголові змії Петерса відомі з двох місцевостях розташованих в міжандійських долинах на півночі Еквадорських Анд, в провінції Імбабура, на висоті 1668 і 2200 м над рівнем моря. Вони живуть в сухих високогірних чагарникових заростях.

## Збереження
МСОП класифікує цей вид як такий, що перебуває на межі зникнення. Tantilla petersi загрожує знищення природного середовища.